# Oficerska Szkoła Wojsk Zmechanizowanych im. Tadeusza Kościuszki
Oficerska Szkoła Wojsk Zmechanizowanych im. Tadeusza Kościuszki (OSWZ) - szkoła kształcąca kandydatów na oficerów Wojsk Zmechanizowanych Sił Zbrojnych PRL w latach 1962-1967.

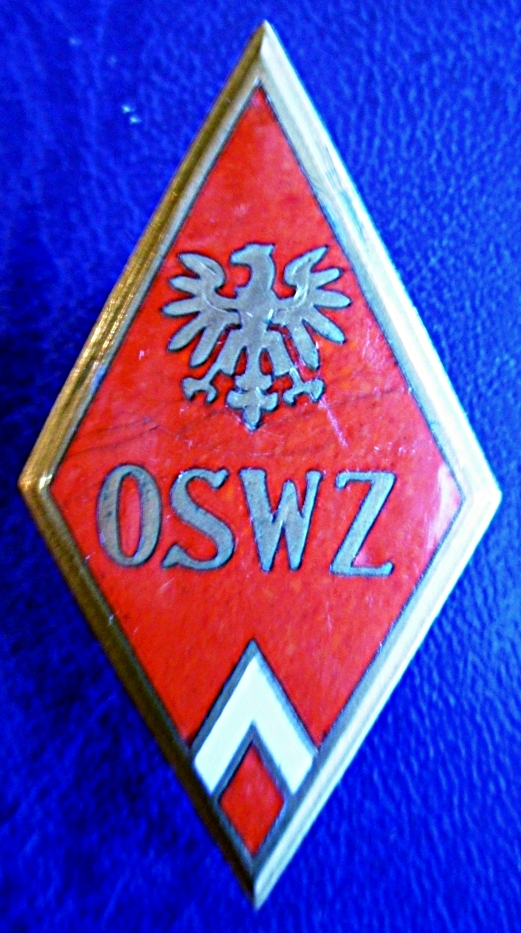
Odznaka absolwenta OSWZ

## Historia
Oficerska Szkoła Wojsk Zmechanizowanych we Wrocławiu utworzona została we wrześniu 1962 r. na bazie Oficerskiej Szkoły Piechoty Nr 1. Powstanie nowej szkoły związane było z dynamicznym rozwojem polskich wojsk lądowych, gdzie istniejące dotychczas jednostki piechoty zastąpiły jednostki zmechanizowane. 
W strukturze szkoły znajdowały się cztery cykle przedmiotowe: taktyki ogólnej, taktyki rodzajów wojsk, ogniowy i przedmiotów społeczno-politycznych. Baza szkoleniowa obejmowała: 27 sal wykładowych i gabinetów, strzelnicę szkolno-bojową, strzelnicę  sportową, ośrodek sportowy (sala gimnastyczna, 4 boiska) i poligon szkolny o powierzchni 2248 ha.
W 1967 r. OSWZ została przekształcona w Wyższą Szkołę Oficerską Wojsk Zmechanizowanych im. T. Kościuszki.

## Rodowód szkoły
- Dywizyjna Szkoła Podchorążych przy 1 Dywizji Piechoty
- Szkoła Oficerska 1 Korpusu Polskiego w ZSRR
- Centralna Szkoła Podchorążych Polskich Sił Zbrojnych w ZSRR
- Oficerska Szkoła Piechoty
- Oficerska Szkoła Piechoty i Kawalerii nr 1
- Oficerska Szkoła Piechoty nr 1

## Struktura organizacyjna (1965)
- komenda (komendant, zastępcy: ds. szkolenia, ds. liniowych, ds. politycznych, pomocnik ds. technicznych)
- wydział szkolenia
  - cykl taktyki ogólnej
  - cykl taktyki rodzajów wojsk
  - cykl ogniowy
  - cykl przedmiotów społeczno-politycznych
  - hala sportowa
  - biblioteka
- wydział polityczny
  - klub
  - biblioteka oświatowa
- pododdziały szkolne (dwa bataliony podchorążych)
- wydział techniczny
  - kompania czołgów
  - kompania samochodowa
  - warsztaty
- kwatermistrzostwo
- kompania obsługi

## Komendanci szkoły
- płk Włodzimierz Martin (1953-1962)
- płk dypl. Franciszek Widuch (1962-1967)
- gen. bryg. Zdzisław Kwiatkowski (1967-1970)